# Cumulonimbus flammagenitus

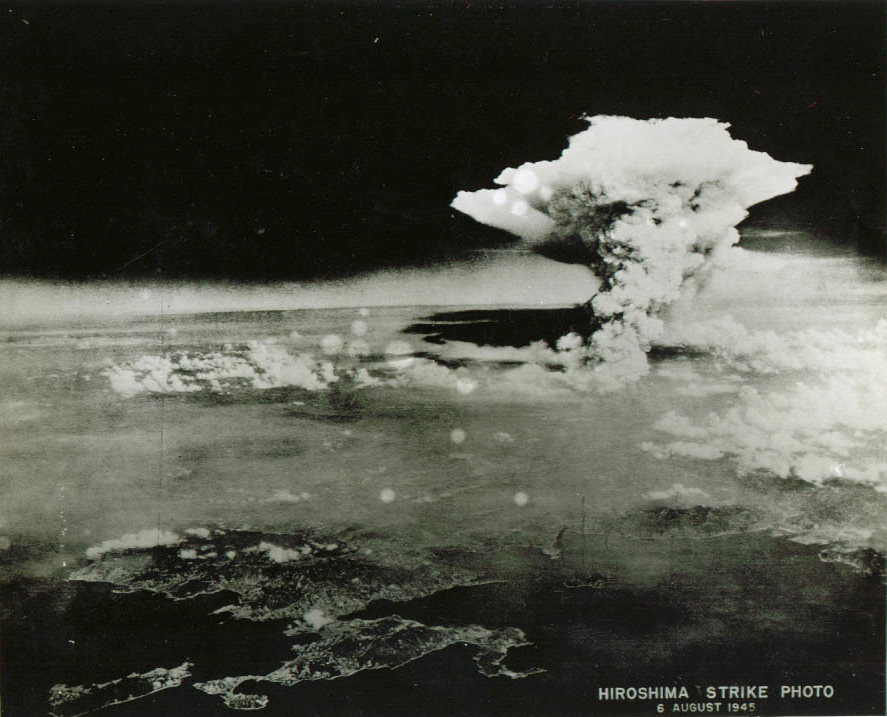
Per decenni si è ritenuto che il pennacchio visibile in questa foto scattata poche ore dopo il bombardamento atomico di Hiroshima fosse parte del fungo atomico generato da Little Boy, finché nel 2016 si è compreso, anche in virtù della sua altezza, che esso era in realtà un pirocumulonembo creatosi al di sopra della città circa tre ore dopo l'esplosione, quando la tempesta di fuoco ad essa seguente aveva raggiunto la massima intensità.

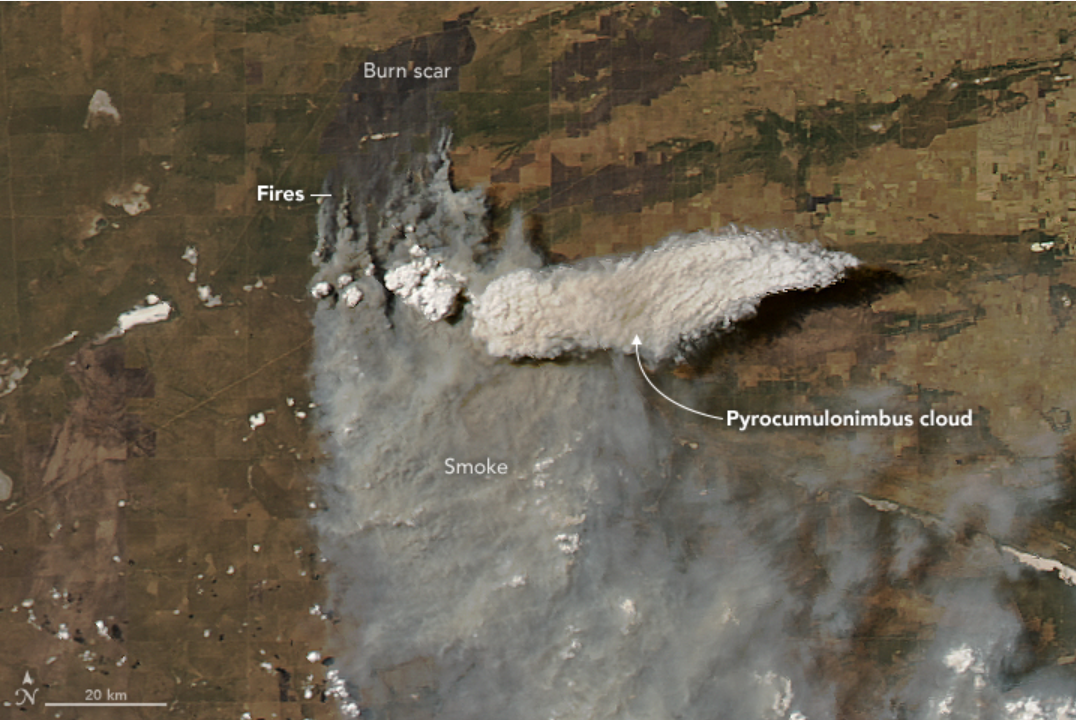
Immagine satellitare della formazione di un pirocumulonembo nei cieli dell'Argentina nel 2018.

Un cumulonimbus flammagenitus (CbFg), indicato anche come pirocumulonembo, è un tipo di cumulonembo che si forma al di sopra di intense fonti di calore, come incendi boschivi o eruzioni vulcaniche, e che può talvolta sia estendere, sia estinguere lo stesso incendio che l'ha generato.

## Descrizione
Si tratta del tipo più estremo di pirocumuli (chiamati anche "flammigetus"), ossia di quei cumuli originati da un processo convettivo innescato dal fuoco che, insieme al vapore acqueo, dà origine alla nube, e che può essere potenziato da emissioni derivanti da processi di combustione industriale.
Come nel caso dei comuni cumuli e cumulonembi, anche nel caso dei pirocumulonembi, la differenza con i corrispondenti pirocumuli è data dall'estensione verticale dei primi che risulta decisamente maggiore, dato che essi possono raggiungere l'alta troposfera e addirittura la bassa stratosfera. I pirocumulonembi possono portare alla formazione di precipitazioni, fulmini, venti solitamente deboli e perfino tornado.  L'effetto combinato di questi fenomeni può causare un forte aumento della diffusione dell'incendio da cui sono stati generati, costituendo quindi un serio e reale pericolo che si va ad aggiungere a quello dovuto all'incendio stesso.
Secondo numerosi studi, i pirocumulonembi sarebbero un fenomeno in aumento a causa del riscaldamento globale: con le alte temperature e la siccità che rappresentano le condizioni ideali per lo sviluppo di roghi sempre più imponenti.

## Formazione
L'intenso calore generato da enormi incendi al suolo porta alla creazione di grandi masse di aria calda e turbolenta che sale verso l'alto a velocità che possono raggiungere i 160 km/h portando con sé le particelle di cenere. Lungo il suo percorso, il flusso di aria calda si mescola con la l'aria più fredda che lo circonda, raffreddandosi e salendo man mano verso zone dell'atmosfera dove la pressione è sempre più bassa, il che fa sì che il flusso di espanda e si raffreddi ulteriormente. Se il raffreddamento è sufficiente, l'umidità presente nel flusso d'aria condensa e porta alla formazione di cumuli che, data la loro origine, sono chiamati "pirocumuli". Il processo di condensazione fa sì che il calore latente venga rilasciato, rendendo la nuvola più calda e quindi agevolandone la salita che si arresterà solo quando essa avrà terminato l'energia fornita dal calore latente di condensazione e/o quando cesserà di essere più calda dell'aria circostante, il che può avvenire, nelle giuste condizioni, anche nella bassa stratosfera. Le collisioni tra le particelle di ghiaccio presenti nelle parti superiori della nube generano una separazione di cariche elettriche, le quali si accumulano in determinate parti della nuvola (le cariche negative nella parte inferiore e quelle positive nella parte superiore) dando poi origine a lampi temporaleschi. A questo punto la nuvola può essere definita "cumulonembo" e, data la sua origine, "pirocumulonembo".
L'esistenza dei CbFg fu verificata per la prima volta in seguito alla scoperta effettuata nel 1998 che le manifestazioni più estreme di piroconvezione causavano l'iniezione diretta di grandi quantità di fumo proveniente da una tempesta di fuoco fin nella bassa stratosfera. Nel caso di incendi così enormi, l'aerosol di fumo comprendente i pirocumulonembi può persistere per settimane, riducendo la quantità di luce solare che raggiunge il suolo con un effetto simile a quello di un inverno nucleare.

## Nomi alternativi e terminologia dell'Organizzazione meteorologica mondiale
In letteratura e in ambito scientifico si possono trovare diversi nomi o abbreviazioni utilizzati per indicare un cumulonimbus flammagenitus, tra cui Cb-Fg, pirocumulonimbo, piro-cumulonimbo, piroCb, piro-Cb, pirocb e cb vulcanico.
L'Organizzazione meteorologica mondiale non riconosce i CbFg come un tipo di nube distinto, bensì esso li classifica come cumulonembi derivati da pirocumuli. Ciò è stato ufficializzato con l'aggiornamento del 2017 del WMO International Cloud Atlas, in cui si stabilisce che ogni cumulonembo che sia stato generato da fonti naturali di calore ben localizzate, deve essere indicato utilizzando le rispettive specie e caratteristiche supplementari seguite dal termine "flammagenitus".

## Esempi famosi
Con la scoperta dell'esistenza di questo tipo di nubi è stato possibile identificare come pirocumulonembi anche formazioni la cui natura erano stata precedentemente mal interpretata. A partire dai primi anni duemila, l'individuazione di pirocumulonembi è diventata un evento tutt'altro che raro, basti pensare che nel 2002 sono stati rilevati ben 17 diversi CbFg nel solo Nordamerica.
La rapida individuazione di questi fenomeni ha permesso di studiarli sempre più approfonditamente, tanto che l'8 agosto 2019, un velivolo è stato fatto entrare in un pirocumulonmebo vicino a Spokane, nello Stato di Washington, al fine di poter meglio capire le caratteristiche delle particelle di fumo che compongono queste nubi, poter meglio comprendere le cause che ne determinano la comparsa e monitorare gli effetti dei CbFg sull'ambiente e sulla qualità dell'aria.

### 1945 - Tempesta di fuoco di Hiroshima, Giappone
Il 6 agosto 1945, una densa nube simile a un cumulonembo fu fotografata nel cielo di Hiroshima qualche ora dopo la scomparsa del fungo atomico generato dall'esplosione della bomba Little Boy. Si è ritenuto per decenni che la formazione fosse un residuo del fungo atomico finché, dopo la già citata comprensione della natura dei pirocumulonembi, si è capito che in realtà la nube era il risultato della tempesta di fuoco che aveva devastato la città dopo l'esplosione e che, assieme ad essa, aveva contribuito a uccidere circa il 30% della popolazione cittadina.

### 1991 - Eruzione del vulcano Pinatubo, Filippine
Le nuvole di fumo delle eruzioni vulcaniche non sono solitamente identificate come CbFg, questo sebbene i motivi convettivi al loro interno le portino ad avere ampie estensioni, anche in altezza. Tuttavia, per alcuni mesi dopo l'eruzione del vulcano Pinatubo, avvenuta il 12 giugno 1991, i meteorologi osservarono la formazione, presso la sommità della montagna, di quelle che definirono "temporali vulcanici" (volcanic thunderstorms), vale a dire, complessi di cumuli originatisi nei pressi del pennacchio di cenere fluttuante che si evolvevano di frequente in cumulonembi. Spesso, inoltre, i temporali si spostavano dalla loro zona di origine, causando piogge anche intense, contenenti fango e cenere.  I meteorologi notarono inoltre che i temporali si formavano al di sopra dei flussi di calore e delle esplosioni secondarie anche in assenza di eruzioni vere e proprie. Indagini successive confermarono il fatto che il vulcano avesse evidentemente intensificato i movimenti convettivi nell'ambiente, causando la formazione di temporali solitamente nelle prime ore della giornata e con una frequenza maggiore di quanto avvenisse nelle aree ad esso circostanti, inoltre, grazie all'analisi di fotografie satellitari, fu possibile identificare in almeno un caso la presenza di cenere vulcanica nelle nuvole presenti nell'alta troposfera.

### 2003 - Tempesta di fuoco di Canberra, Australia
Il 18 gennaio 2003, una serie di CbFg si formò in seguito a un enorme incendio boschivo, durante la serie di incendi che colpirono il bush circostante alla capitale australiana nel mese di gennaio. Il tutto portò alla formazione di un tornado di fuoco classificato come F3 sulla scala Fujita, che fu il primo caso di tornado di fuoco violento mai confermato.

### 2009 - Sabato Nero, Australia
Il 7 febbraio 2009, i cosiddetti "incendi del sabato nero", ossia una serie di circa 400 incendi del bush australiano che colpì l'intero Stato di Victoria, uccisero 173 persone, distruggendo più di 2 000 abitazioni e bruciando oltre 450 000 ettari di terreno. Quel giorno, i tanti pennacchi di fumo portarono alla formazione di diversi CbFg ad altitudini di circa 15 km, i quali generarono vaste tempeste di fulmini.